# Schloss Mühlberg

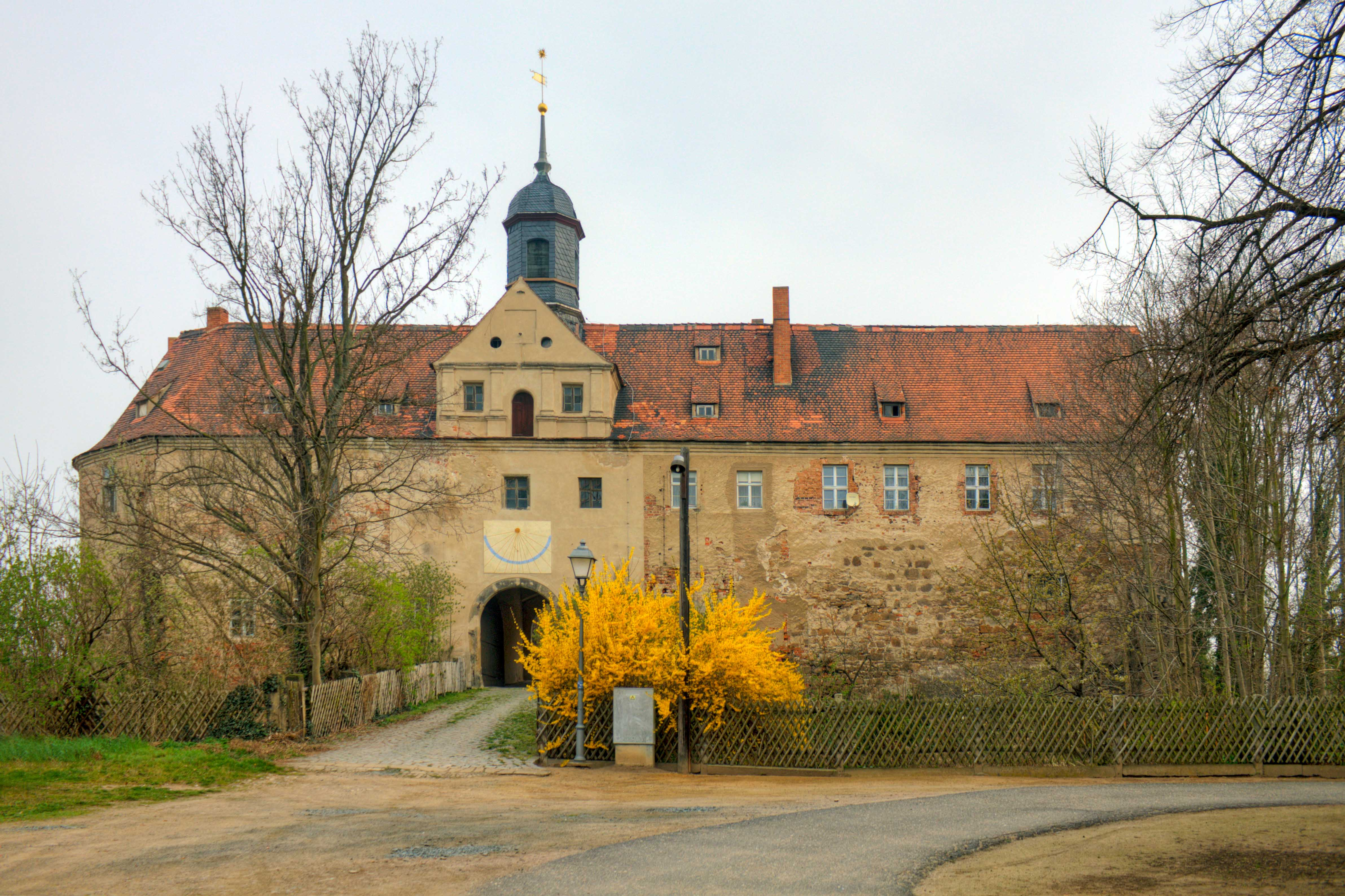
Schloss Mühlberg

Das ehemalige Schloss Mühlberg steht in Mühlberg/Elbe, einer Stadt im Landkreis Elbe-Elster des Landes Brandenburg.

## Beschreibung
Die in der zweiten Hälfte des 12. Jahrhunderts anstelle einer slawischen Burg erbaute Wasserburg wurde 1535 durch einen Brand zerstört. Der Wiederaufbau der unregelmäßig gruppierten vier Gebäudetrakte begann um 1545 ohne große Veränderungen auf den Grundmauern des Vorgängerbaus unter Moritz von Sachsen und wurde bis etwa 1560 unter Kurfürst August vollendet. Der Zugang von Süden wurde erst 1620 geschaffen. Die dort angelegte Steinbrücke wurde 1825–27 ersetzt, nachdem die Wallanlage abgetragen und der Wassergraben trockengelegt wurde.
Im 19. Jahrhundert wurden die zwei- und dreigeschossigen Gebäudetrakte schmucklos verputzt, dabei wurden die sie gliedernden Pilaster beseitigt. Ebenso wurden die Zwerchhäuser entfernt, die die steilen Satteldächer schmückten. Nur das Zwerchhaus in der Fassade im Süden, welches das zentrale Tor bekrönt, blieb erhalten. Aus ihm erhebt sich seit 1773 ein achteckiger, schiefergedeckter, mit einer Glockenhaube bedeckter Dachreiter. Die ehemalige Burgkapelle wurde in den Ostflügel einbezogen. Ihre Apsis wurde im 15./16. Jahrhundert zum Turm erhöht. In der Nordostecke des Hofs steht ein polygonaler Treppenturm. 